# Massa Johnston
Pour les articles homonymes, voir Johnston.
Pas d'image ? Cliquez ici

a Compétitions nationales et continentales officielles uniquement.

b Matchs officiels uniquement.
Dernière mise à jour le 3 mai 2012.
William Johnston dit Massa Johnston, né le 13 septembre 1881 à Dunedin et mort le 9 janvier 1951 à Sydney, est un joueur de rugby à XV et de rugby à XIII évoluant au poste de deuxième ligne. Il a joué avec l'équipe de Nouvelle-Zélande.

## Biographie
Massa Johnston dispute avec la province d'Otago en 1904 6 matchs. Il participe à la tournée des Originals, équipe représentant la Nouvelle-Zélande en tournée en Grande-Bretagne en 1905, en France et en Amérique du Nord en 1906. Il dispute son premier test match avec l'équipe de Nouvelle-Zélande le 20 juillet 1907 contre l'Australie. Son dernier test match a lieu contre le même adversaire le 10 août 1907. 
Il reste en Australie et change de code, jouant au rugby à XIII. Il participe à la tournée en Grande-Bretagne organisée en 1907 par Albert Henry Baskerville, selon les règles de la Rugby Football League. L'équipe est surnommée All Gold par la presse néozélandaise, faisant une infidélité au surnom All Black. Elle compte comme Originals, Duncan McGregor, Bronco Seeling et Bill Mackrell. Il part en 1908 en Angleterre pour jouer au rugby à XIII avec le Wigan RLFC puis avec le Warrington RFLC à partir de 1910. 

## Statistiques en équipe nationale
- 3 sélections avec l'Équipe de Nouvelle-Zélande de rugby à XV
- Sélection par an : 3 en 1907
- Nombre total de matchs avec les All Blacks : 27